# 최강 울엄마
《최강 울엄마》는 2007년 3월 11일부터 8월 26일까지 방송되었던 드라마다.

### 방송 일시
| 방송 채널 | 방송 일자                  | 방송 시간 |
| --------- | -------------------------- | --------- |
| KBS 2TV   | 2007년 3월 11일 ~ 8월 26일 | 종료      |

## 제작진
- 기획 : 김광필
- 프로듀서 : 김정환
- 제작 : 최성범
- 극본 : 김경민, 박정화, 이선아, 조은
- 연출 : 김상휘, 김정환, 김진환, 성준해, 박준영

## 등장 인물
- 진원 : 최강 역
- 심혜진 : 고민주 역
- 정원중 : 최만석 역
- 이인성 : 최건 역
- 강하늘 : 최훈 역
- 김지영 : 공순녀 역
- 박민지 : 오채린 역
- 이응경 : 김영자 역
- 이현경 : 강진경 역
- 김윤혜 : 강은기 역
- 김동범 : 강동범 역
- 장지민 : 은기 역
- 진영 : 불량배 역
- 박훈정
- 도지영
- 박희진
- 이재욱
- 금호석 : 복학생 병진 역

## 에피소드
| 회차   | 방송 일자  | 주제                    |
| ------ | ---------- | ----------------------- |
| 제1회  | 2007/03/11 | 내 인생의 두 여인       |
| 제2회  | 2007/03/18 | 그녀는 무엇으로 사는가? |
| 제3회  | 2007/03/25 | 집으로 오는 길          |
| 제4회  | 2007/04/01 | 아버지와 아들           |
| 제5회  | 2007/04/08 | 비밀                    |
| 제6회  | 2007/04/15 | 아담이 눈뜰 때          |
| 제7회  | 2007/04/22 | 나쁜 남자               |
| 제8회  | 2007/04/29 | 아프냐? 나도 아프다     |
| 제9회  | 2007/05/06 | 5월은 푸르다            |
| 제10회 | 2007/05/13 | 핸드 스프링으로 날다    |
| 제11회 | 2007/05/20 | 나는 나다               |
| 제12회 | 2007/05/27 | 사랑한다면 이들처럼?    |
| 제13회 | 2007/06/03 | 그녀의 원피스           |
| 제14회 | 2007/06/10 | 끝이 주는 선물, 시작    |
| 제15회 | 2007/06/17 | 너에게 난               |
| 제16회 | 2007/06/24 | 절망이 희망에게         |
| 제17회 | 2007/07/01 | 기다림                  |
| 제18회 | 2007/07/08 | 열일곱, 바다를 발견하다 |
| 제19회 | 2007/07/15 | 소중한 너               |
| 제20회 | 2007/07/22 | 그 여름의 시작          |
| 제21회 | 2007/07/29 | 비밀과 거짓말           |
| 제22회 | 2007/08/05 | Better Together         |
| 제23회 | 2007/08/12 | 이별을 마주 보다        |
| 제24회 | 2007/08/19 | 오해 혹은 이해          |
| 제25회 | 2007/08/26 | 사랑합니다 (최종회)     |